# 橘川幸夫
橘川 幸夫（きつかわ ゆきお、1950年2月4日 - ）は、日本のメディア・プロデューサー、出版編集者、マーケッター、コンサルタント。株式会社デジタルメディア研究所所長。東京都新宿区出身。國學院大學文学部中退。著作・講演多数。

## 人物
- 1972年、大学生の頃、浪人生だった渋谷陽一らと音楽投稿雑誌『ロッキング・オン』創刊[3]。
- 1978年、全面投稿雑誌「ポンプ」を創刊。その後、さまざまなメディアを開発する[4]。
- 1983年、定性調査を定量的に処理する「気分調査法」を開発。商品開発、市場調査などのマーケティング調査活動を行う[5]。
- 1980年代後半より草の根BBSを主催、ニフティサーブの「FMEDIA」のシスオペを務める。
- 1996年、株式会社デジタルメディア研究所を創業。インターネット・メディア開発、企業コンサルテーションなどを行う[6]。
- 2004年、小規模コンテンツ流通システムとしてのオンデマンド出版社「オンブック」を創業[7]。
- 2006年、文部科学省の「新教育システム開発プログラム」に「ODECO」が採択され、開発・運用[8]
- 2007年、教育CSR会議を立ち上げて、企業・社会と公立学校をつなぐための回路作りを推進。
- 2008年、「インターネット時代の新体詩運動」として「深呼吸する言葉ネットワーク」を推進。原稿執筆、講演など多数。
- 2014年、日本未来学会 理事に就任[9]。
- 2014年、多摩大学 経営情報学部 客員教授に就任[10]。
- 2015年、 「アインシュタイン放課後」（株式会社アイム）顧問に就任[11]。
- 2018年、病気により片目を失明する。

## 創刊誌
- 『rockin'on』、1972年8月創
- 『おしゃべりマガジン・ポンプ』現代新社、1978年12月創刊

## 著書
- 『企画書』　宝島社、1980年。 ISBN 978-4944098163
- 『メディアが何をしたか？』ロッキング・オン、1984年。 ISBN 978-4947599094
- 『なぞのヘソ島』アリス館、1988年。ISBN 978-4752060017
- 『一応族の反乱』日本経済新聞社、1990年。ISBN 978-4532096069
- 『創業夢宿-Remix』たま出版、1993年。ISBN 978-4884812997
- 『生意気の構造』日本経済新聞社、1994年。ISBN 978-4532161088
- 『シフトマーケティング』ビジネス社、1995年。ISBN 978-4828405742
- 『21世紀企画書』晶文社、2000年。ISBN 978-4794964342
- 『インターネットは儲からない！』日経BP社、2001年。ISBN 978-4822242350
- 『暇つぶしの時代』平凡社、2003年。ISBN 978-4582831672
- 『やきそばパンの逆襲』2004。ISBN 978-4309016276
- 『深呼吸宣言3』オンブック、2006年。ISBN 978-4902950342
- 『微力の力　おバカな21世紀、精神のサバイバル』エンターブレイン、2007年。ISBN 978-4757737563
- 『自分探偵社』メタブレーン、2004年。ISBN 978-4902950007
- 『ドラマで泣いて、人生充実するのか、おまえ。 』バジリコ、2008年。ISBN 978-4862380845
- 『ホントに欲しいものを、言ってみな！深呼吸和歌集』 日販アイ・ピー・エス、2009年。ISBN 978-4930774361
- 『希望の仕事術』バジリコ、2009年。バジリコ、2009年。ISBN 978-4862381576
- 『万年野党宣言』Amazon Services International, Inc.、2013年。[12]
- 『Dearモンスター時代 ~橘川幸夫のほんと探し~』ソニー・デジタルエンタテインメント・サービス、2013年。[13]
- 『森を見る力』晶文社、2014年。ISBN 978-4794968388
- 『ロッキング・オンの時代』晶文社、2016年。ISBN 978-4794969408